# Ања Марковић
Ања Марковић (Београд, 1988) je српска песникиња млађе генерације.

## Биографија
Рођена је  у Београду. Дипломирала је српску књижевност и језик са компаратистиком на Филолошком факултету Универзитета у Београду.
За збирку песма Напољу су људи из 2012. године, добила је Бранкову награду.
Неколико година је радила као уредница у издавачкој кући Дерета. Ради као извршни уредник у Блум издавашту.

## [5]Библиографија
Ауторка је две песничке збирке: 
- „Напољу су људи“ - 2012.
- „Kowloon (збирка песама)“ - 2016.